# استان آنتوفاگاستا
استان آنتوفاگاستا (به اسپانیایی: Provincia de Antofagasta) یکی از سه استان منطقه آنتوفاگاستا شیلی است. مرکز استان شهر آنتوفاگاستا است.